# Locust Abortion Technician
Locust Abortion Technician — третий студийный альбом американской экспериментальной группы Butthole Surfers, выпущенный весной 1987 года на независимом лейбле Touch and Go Records.

## Об альбоме
История записи
Locust Abortion Technician является первой пластинкой, которая была записана в домашней студии группы в Остине, штат Техас. Впоследствии музыкантами отмечалась достаточно низкокачественная студийная аппаратура; в помещении был всего один микрофон, а в качестве записывающего устройства использовался восьмиканальный магнитофон, тогда как группа прежде делала записи на более усовершенствованном шестнадцатиканальном устройстве. Несмотря на это, гитарист Пол Лири был доволен итогом; помимо того, что использование домашней студии освободило музыкантов от дополнительных затрат, Пол полагал, что тот факт, что запись производилась на низкокачественной аппаратуре, вынудил участников коллектива быть более экспериментальными и свободными в воплощении своих творческих идей. Басист Джефф Пинкус также утверждал, что возможность запись музыки в своей домашней студии позволила им пользоваться привилегией делать длительные перерывы, во время которых участники коллектива употребляли психоактивные вещества.
Альбом Locust Abortion Technician отмечен дебютом бас-гитариста Джеффа Пинкуса, а также возвращением барабанщицы Терезы Тейлор, покинувшей группу в декабре 1985 года.
Звучание
Третья студийная пластинка Butthole Surfers стала самой тяжёлой записью в дискографии коллектива. В целом она представляет собой нойзовую стену звука, в которой используются элементы различных жанров — хеви-метала, индийской музыки, электроники, панк-рока, психоделии — и тревожная мрачная лирика, вдохновлённая употреблением наркотических веществ. Композиция «Sweat Loaf» является пародией на песню «Sweet Leaf» группы Black Sabbath. В основу песни «Kuntz» легла восточная песня, в оригинале исполненная непризнанным тайским артистом; композиция была обработана Гибби Хейнсом для включения её в репертуар группы.

## Критика и влияние
В целом, критиками отмечалось общее шизофреническое звучание альбома. Рецензент AllMusic Стив Хьюи охарактеризовал пластинку как «слуховой эквивалент кошмарного психоделического путешествия».
Альбом оказал значительное влияние на зарождавшийся сладж-метал и гранж. Большой поклонник творчества Butthole Surfers Курт Кобейн включал пластинку в список пятидесяти лучших альбомов по версии группы Nirvana. Также запись была включена в альманах «Тысяча и один музыкальный альбом, который стоит прослушать, прежде чем вы умрёте».

## Список композиций
Все песни написаны группой Butthole Surfers.
| №   | Название                | Длительность |
| --- | ----------------------- | ------------ |
| 1.  | «Sweat Loaf»            | 6:09         |
| 2.  | «Graveyard»             | 2:27         |
| 3.  | «Pittsburgh to Lebanon» | 2:29         |
| 4.  | «Weber»                 | 0:35         |
| 5.  | «Hay»                   | 1:50         |
| 6.  | «Human Cannonball»      | 3:51         |
| 7.  | «U.S.S.A.»              | 2:14         |
| 8.  | «The O-Men»             | 3:27         |
| 9.  | «Kuntz»                 | 2:24         |
| 10. | «Graveyard»             | 2:45         |
| 11. | «22 Going on 23»        | 4:23         |